# الصحة العامة العالمية (مجلة)
الصحة العامة العالمية (بالإنجليزية: Global Public Health)‏ هي مجلة للصحة العامة [الإنجليزية] محكمة ينشرها تايلور وفرانسيس تأسيست في عام 2006، ورئيس تحريرها هو ريتشارد جي باركر [الإنجليزية] (كلية ميلمان للصحة العامة [الإنجليزية]).

## المستخلصات والفهرسة
المجلة ملخصة ومفهرسة في:
- بروكويست
- سينهل [الإنجليزية]
- المحتويات الحالية (قاعدة بيانات)
- امباسي [الإنجليزية]
- الببليوغرافيا الدولية للعلوم الاجتماعية
- الفهرس الطبي [الإنجليزية]
- سايسينفو [الإنجليزية]
- ملخصات نفسية [الإنجليزية]
- سكوبس
- مؤشر الاستشهادات في العلوم الاجتماعية [الإنجليزية]

وفقًا لتقارير الاستشهاد بالمجلات الأكاديمية، فإن عامل التأثير للمجلة لعام 2020 يبلغ 2.396.

## روابط خارجية
- الموقع الرسمي